# Cristina Nogué Bori
Cristina Nogué Bori (Folgueroles, Osona, 9 de juny de 1966) és una atleta especialitzada en camp a través i curses de mig fons i fons. Es va formar com a atleta en el Club Atlètic Vic. Després de competir i guanyar algunes proves de cros en categoria júnior, com el cros celebrat a Vic el 1983, o el de Sant Hilari el 1986, els anys 1987 i 1990 es convertí dos cops campiona d'Espanya de camp a través per equips, i el 1989 aconseguí ser recordista catalana dels 3.000 metres en pista coberta. L'any 1992 participà en el Mundial de relleus i el 1996 es proclamà campiona de Catalunya de 10 quilòmetres en ruta, guanyant la cursa de Sabadell, amb un temps de 35:51, a les files del Saucony. També ha guanyat curses populars de diverses distàncies, com la mitja marató del Pla de l'Estany del 2000, amb un temps d'1:19:16, o la Mitja Marató de Granollers del 1995, amb 1:18:33.